# ستوووواچ
ستوووواچ (به لهستانی:  Stołowacz) یک روستا در لهستان است که در گمینا بیلسک پودلاسکی واقع شده‌است.